# Марадона (фильм)
«Марадо́на» (англ. Maradona by Kusturica) — документальный фильм о знаменитом аргентинском футболисте Диего Армандо Марадоне.
Премьера состоялась 20 мая 2008 года на 61-м Каннском кинофестивале. На закрытии 30-го Московского кинофестиваля фильм был показан под названием «Марадо́на глаза́ми Кусту́рицы».

## Сюжет
В фильме рассказывается о жизни Диего Марадоны. Состоит фильм из семи частей, каждая из которых носит название одного из смертных грехов. Хронологический принцип не соблюдается. Хроника сочетается с диалогами, музыкой, мини-роликами. Отдельно освещены борьба Марадоны с наркотической зависимостью, его семья, дружба с Уго Чавесом и Фиделем Кастро, политические взгляды, история с «рукой Бога».

## В ролях
- Диего Армандо Марадона — камео
- Эмир Кустурица — камео
- Ману Чао — камео